# سحر عملي (فلم)
سحر عملي (بالإنجليزية: Practical Magic) فيلم خيالي كوميدي رومانسي أمريكي تم إصداره عام 1998. من إخراج جريفين دون و بطولة ساندرا بولوك ونيكول كيدمان.

## ملخص قصة
الأخوات سالي وجيليان أوينز ، اللتان كانتا تعرفان دائمًا أنهما مختلفتان عن الآخرين، فهما ساحرتان. ترعرعت الأخوات من قبل خالاتهن بعد وفاة والديهما في منزل غير طبيعي - فقد أطعمتهما عماتهما كعكة الشوكولاتة على الفطور وعلّموهما استخدام السحر. الرجال الذين يقعون في حبهم محكوم عليهم بالموت المفاجئ.

## روابط خارجية
مقالات تستعمل روابط فنية بلا صلة مع ويكي بيانات